# István Balogh
István Balogh (Budapest, 21 de setembre de 1912 - Budapest, 27 d'octubre de 1992) fou un futbolista hongarès de la dècada de 1930.
Pel que fa a clubs, fou jugador de l'Újpest FC entre 1933 i 1946. També fou internacional amb la selecció hongaresa, amb la qual participà en el Mundial de 1938. Home de club, també fou entrenador de l'Újpest els anys 1948-49 i 1958-59.